# Robert Shaw (actor)
Robert Archibald Shaw (Westhoughton, 9 de agosto de 1927 - Tourkamedy; 28 de agosto de 1978) fue un actor, guionista y escritor británico conocido por su participación en películas como Tiburón, La Batalla de las Ardenas, Desde Rusia con amor, Un hombre para la eternidad y El golpe. También fue conocido por haber escrito novelas como The Hidding Place y The Sun Doctor.

## Primeros años
Robert Shaw nació en Westhoughton (Lancashire, Inglaterra) el 9 de agosto de 1927, fruto del matrimonio de Thomas Shaw, un médico, y Doreen Avery, una estudiante de enfermería nacida en Piggs Peak, Suazilandia.
Cuando Robert tenía siete años, la familia se mudó a Stromness (Orcadas, Escocia). En 1939, cuando Robert tenía doce años, su padre se suicidó ingiriendo una dosis letal de opio. La familia se trasladó al condado de Cornualles y Robert comenzó a estudiar en la escuela de Truro.

## Trayectoria como actor
Shaw fue maestro en Saltburn, Yorkshire, por un breve período y más tarde estudió en la Royal Academy of Dramatic Art. A los veintidós años ejercía como actor teatral en la Shakespeare Memorial Theatre. En el cine, Shaw comenzó con breves papeles en producciones británicas como Oro en barras (1951) de Charles Crichton, The Dam Busters (1954) de Michael Anderson o Man from Tangier (1957) de Lance Comfort.
Su primer papel importante sería el del pétreo y rudo asesino de Spectra, Donald "Red" Grant, en la película de James Bond Desde Rusia con amor (1963), junto a Sean Connery, Daniela Bianchi y Pedro Armendáriz, y dirigida por Terence Young. Su actuación en esa película cimentó su carrera como un sólido actor de carácter. De hecho, su presencia física predominante ayudó a ese estilo de personajes analíticos, inmisericordes, duros y monolíticos que serían la especialidad actoral de Shaw.
En las décadas de 1960 y 1970 Robert Shaw intervino, generalmente como actor secundario, en conocidas producciones cinematográficas y publicó diversas novelas y obras de teatro. 
Además de aparecer como actor secundario, Shaw también intervino como protagonista principal en filmes como The Birthday Party, del director William Friedkin, La última aventura del General Custer, de Robert Siodmak, La batalla de Inglaterra, de Guy Hamilton, El joven Winston, de Sir Richard Attenborough (donde Shaw encarnaba a Lord Randolph Churchill), Caza humana, de Joseph Losey, el western rodado en España Una ciudad llamada Bastarda, de Robert Parrish, El equívoco, de Alan Bridges, El corsario escarlata, de James Goldstone, Domingo negro, de John Frankenheimer (película basada en la novela de Thomas Harris), Abismo, de Peter Yates, basada en la novela de Peter Benchley, y Fuerza 10 de Navarone, de Guy Hamilton, secuela del clásico de 1961 Los cañones de Navarone, de J. Lee Thompson, y donde Shaw compartía protagonismo con el actor Harrison Ford.
En 1969 interpretó a Francisco Pizarro en el clásico The Royal Hunt of the Sun, del director Irving Lerner, y en 1976 dio vida al comisario de Nottingham en el clásico de 1976 Robin y Marian, de Richard Lester, donde Shaw compartía protagonismo de nuevo con Sean Connery y con Audrey Hepburn.
También dio vida al implacable coronel alemán Martin Hessler de las fuerzas Panzer en La batalla de las Ardenas (1965). En esta película personifica a un fanático coronel de la Wehrmacht al mando de un batallón de tanques Tiger II cuya misión es reconquistar Amberes y cruzar el río Mosa, y que vive en función de la guerra y la reputación que la rodea. En el filme, Shaw compartía reparto con Henry Fonda, Charles Bronson, Robert Ryan, Dana Andrews y Telly Savalas.
Además interpretó a un joven rey Enrique VIII en A Man for All Seasons (1966), papel por el que fue nominado como mejor actor de reparto para los Globos de Oro y los Premios Óscar. 
En 1973 interpretó al banquero y gánster Doyle Lonnegan en El golpe (1973), y en 1975 al inolvidable e implacable cazador de tiburones Sam Quint, en la primera película de la saga Tiburón.

## Trayectoria como actor de teatro
Actuó también en escenarios a lo largo de Broadway, cuyas mejores actuaciones incluyen las obras de Harold Pinter Old Times y The Caretaker, la de Friedrich Dürrenmatt Los físicos, dirigida por Peter Brook, y la de The Man in the Glass Booth, inspirada en el secuestro de Adolf Eichmann, que fue escrita por el mismo Robert Shaw y dirigida por Pinter.

## Trayectoria como escritor
Shaw también fue un consumado escritor de novelas, obras de teatro y guiones. Su primera novela, The Hiding Place, publicada en 1960, recibió críticas positivas. Su siguiente, The Sun Doctor, publicada al año siguiente, fue galardonado con el Premio Hawthornden de 1962.
Shaw se embarcó entonces en una trilogía de novelas - La Bandera (1965), El Hombre en la Cabina de Cristal (1967) y Una Tarjeta de Marruecos (1969). Su adaptación para los escenarios de The Man in the Glass Booth le valió mayor atención por su escritura. El libro y el drama presentan un cuento complejo y moralmente ambiguo de un hombre que, en varias ocasiones en la historia, es un hombre de negocios judío que finge ser un criminal de guerra nazi, o un criminal de guerra nazi que finge ser un hombre de negocios judío. La obra fue muy controvertida cuando se representó en el Reino Unido y los EE. UU., algunos críticos elogiaron a Shaw por su "complejo examen de las cuestiones morales de la nacionalidad y la identidad", otros por el tratamiento de un tema tan sensible. El hombre en la cabina de cristal fue adaptado para la pantalla, pero Shaw desaprobó el guion resultante y quitó su nombre de los créditos. Sin embargo, Shaw vio la película completa antes de su lanzamiento y pidió que su nombre se restableciera. 
En 2002 el director Arthur Hiller relacionó la objeción inicial de Shaw al guion y su cambio de corazón: "Cuando decidimos que necesitábamos más emociones en la película y la inclinamos hacia eso, tratamos, obviamente, de ser honestos con Robert Shaw, Mantener ese juego intelectual, pero para crear más de un ambiente emocional.Y Robert Shaw se puso muy perturbado.No le gustaba la idea y, de hecho, si usted va a ver la película, verá que su nombre no aparece en los créditos, ni siquiera diciendo, "basado en la obra, El hombre en la cabina de cristal", porque no nos dejó hacerlo. No le acaba de gustar la idea hasta que vio la película. Entonces llamó a Eddie Anhalt, el guionista, y lo felicitó porque pensó que mantuvo el tono que quería y lo hizo bien y llamó a Mort Abrahams, el productor ejecutivo, para ver si podía poner su nombre en los créditos finales. Demasiado tarde para restaurar su nombre, todas las copias estaban hechas ".
Shaw también adaptó The Hiding Place en un guion para la película Situation Hopeless ... But Not Serious protagonizada por Sir Alec Guinness. Su obra Cato Street, sobre la Cato Street Conspiracy de 1820, se produjo por primera vez en 1971 en Londres.

## Vida personal
Shaw contrajo matrimonio en tres ocasiones. La primera en 1952 con Jennifer Bourke, con la que tuvo cuatro hijos. Su segundo matrimonio fue con la actriz escocesa Mary Ure, con quien se casó en 1963 y tuvo cuatro hijos; uno de ellos, Ian, también actor. Mary y Robert coincidieron en tres ocasiones en la pantalla grande: The Luck of Ginger Coffey (1964), un título canadiense realizado por Irvin Kershner, La última aventura del general Custer (1966), de Robert Siodmak, y la película de terror Un reflejo de miedo (1973), que dirigió William A. Fraker.
Tuvo problemas personales durante en el rodaje de la película Tiburón con Richard Dreyfuss quien fue su compañero de elenco. En una entrevista el director Steven Spielberg y el mismo Dreyfuss explican la rivalidad que tenían. 
El 15 de abril de 1975, Mary Ure murió tras sufrir un envenenamiento con alcohol y barbitúricos, dejando viudo a Shaw, quien se casaría en 1977 con su última esposa, Virginia Jansen, con la que tuvo dos hijos.
Fue alcohólico durante mucho tiempo de su vida, al igual que su padre. Durante los últimos siete años de su vida, Robert Shaw vivió en Drimbawn House, en el pueblo de Tourmakeady, Condado de Mayo, en Irlanda.

## Fallecimiento
Robert Shaw falleció el 28 de agosto de 1978 debido a un ataque cardiaco mientras conducía un automóvil en Tourmakeady. En ese momento estaba conduciendo con su esposa Virginia Jansen y su hijo Thomas de 20 meses de edad cerca de su casa en Tourmakeady, cuando se detuvo porque se sentía mal, caminó unos pasos y se derrumbó sobre el asfalto. Fue llevado rápidamente al Mayo University Hospital, donde confirmaron su muerte.
Su cuerpo fue incinerado y sus restos descansan cerca de su casa, en Irlanda, donde en agosto de 2008 se erigió una lápida en su memoria.

## Legado
Tiene un pub nombrado en su honor en su ciudad natal, Westhoughton. También el villano Sebastian Shaw, de los X-Men fue nombrado y modelado en su honor.

## Filmografía

### Cine
| Películas | Películas                                | Películas                           | Películas |
| Año       | Título                                   | Papel                               |           |
| --------- | ---------------------------------------- | ----------------------------------- | --------- |
| 1979      | El tren de los espías                    | General Marenkov                    |           |
| 1978      | Fuerza 10 de Navarone                    | Mallory                             |           |
| 1977      | Abismo                                   | Romer Treece                        |           |
| 1977      | Domingo negro                            | Kabakov                             |           |
| 1976      | El corsario escarlata                    | Ned Lynch                           |           |
| 1976      | Robin y Marian                           | Sheriff de Nottingham               |           |
| 1975      | Golpe de mil millones de dólares         | Charles / Earl Hodgson              |           |
| 1975      | El puente sobre Estambul                 | Richard Gastmann                    |           |
| 1975      | Tiburón                                  | Sam Quint                           |           |
| 1974      | Pelham 1.2.3.                            | Bernard Ryder, Blue                 |           |
| 1973      | El golpe                                 | Doyle Lonnegan                      |           |
| 1973      | El viaje fantástico de Simbad            | El Oracle que todo lo sabe.         |           |
| 1973      | El equívoco (The Hireling)               | Steven Ledbetter                    |           |
| 1972      | Un reflejo de miedo                      | Michael                             |           |
| 1972      | El joven Winston                         | Lord Randolph Churchill             |           |
| 1971      | Una ciudad llamada Bastarda              | El sacerdote                        |           |
| 1970      | Caza humana                              | MacConnachie                        |           |
| 1969      | La caza real del Sol                     | Francisco Pizarro                   |           |
| 1969      | La batalla de Inglaterra                 | Líder del escuadrón                 |           |
| 1968      | The Birthday Party                       | Stanley Webber                      |           |
| 1968      | Luther                                   | Martín Lutero                       |           |
| 1967      | La última aventura del general Custer    | General George Armstrong Custer     |           |
| 1966      | A Man for All Seasons                    | Henry VIII                          |           |
| 1965      | La Batalla de las Ardenas                | Martin Hessler                      |           |
| 1964      | A Carol for Another Christmas            | Fantasma de Navidad                 |           |
| 1964      | The Luck of Ginger Coffey                | Ginger Coffey                       |           |
| 1964      | Hamlet at Elsinore                       | Claudius, rey de Dinamarca          |           |
| 1963      | 007: Desde Rusia con amor                | Grant                               |           |
| 1963      | Ladrón a la fuerza                       | Moke                                |           |
| 1963      | Tomorrow at Ten                          | George Marlow                       |           |
| 1963      | The Caretaker                            | Aston                               |           |
| 1962      | The Father                               | El capitán                          |           |
| 1962      | The Winter's Tale                        | Leontes                             |           |
| 1962      | The Valiant                              | Teniente Field                      |           |
| 1961      | The Train Set                            | Henry                               |           |
| 1960      | The Dark Man                             | Alan Regan                          |           |
| 1959      | La noche es mi enemiga                   | Primer fotógrafo                    |           |
| 1958      | Sea Fury                                 | Gorman                              |           |
| 1957      | Rupert of Hentzau                        | Rupert of Hentzau                   |           |
| 1957      | Success                                  | Len Fox                             |           |
| 1957      | Hindle Wakes                             | Alan Jeffcote                       |           |
| 1956      | Infierno en Corea                        | LCpl. Hodge                         |           |
| 1956      | Doublecross                              | Ernest                              |           |
| 1955      | The Dam Busters                          | Flt / Sgt. J. Pulford, D.F.M.       |           |
| 1952      | A Time to Be Born                        | Melchior                            |           |
| 1951      | Oro en barras                            | Químico en una exhibición policial. |           |
| 1948      | Scenes from Twelfth Night and Macbeth    | Curio                               |           |
| 1948      | Scenes from Twelfth Night and Macbeth/II | Curio                               |           |
| 1947      | The Cherry Orchard                       |                                     |           |

### Televisión
| Series    | Series                    | Series                                     | Series         |
| Año       | Título                    | Papel                                      | Apariciones    |
| --------- | ------------------------- | ------------------------------------------ | -------------- |
| 1974      | The Wide World of Mystery | Giles                                      | Un episodio    |
| 1960-1974 | ITV Play of the Week      | Giles / Wilson                             | Dos episodios  |
| 1964      | Festival                  | Simone                                     | Tres episodios |
| 1961      | Danger Man                | Tony Costello                              | Un episodio    |
| 1957-1960 | ITV Television Playhouse  | Charlie Williams / Ken Rudge / Reg Mathers | Tres episodios |
| 1960      | Los cuatro hombres justos | Stuart                                     | Un episodio    |
| 1960      | Armchair Theatre          | Marl Renfrew                               | Un episodio    |
| 1959      | Theatre Night             | 465 Sergeant Mitchem, R.                   | Un episodio    |
| 1959      | Guillermo Tell            | Peter von Breck                            | Un episodio    |
| 1959      | Dial 999                  | Willy                                      | Un episodio    |
| 1958      | White Hunter              | Bob Gordon                                 | Un episodio    |
| 1956-1957 | The Buccaneers            | Capt. Dan Tempest                          | 37 episodios   |
| 1956      | The Scarlet Pimpernel     | Lord Anthony Dewhurst                      | Un episodio    |
| 1955      | BBC Sunday-Night Theatre  | Herbert                                    | Un episodio    |

## Premios y distinciones
Premios Óscar
| Año  | Categoría                       | Película                    | Resultado |
| ---- | ------------------------------- | --------------------------- | --------- |
| 1967 | Oscar al mejor actor de reparto | Un hombre para la eternidad | Nominado  |